# Creu del Calvari
La Creu del Calvari era una creu de terme del municipi d'Arnes (Terra Alta), que estava situada a uns 200 metres al sud de la població, en el camí que du a la capella del Calvari.
La creu era de pedra, d'uns 4 metres d'alçada, orientada en direcció al poble, tenia una esbelta columna octogonal. Fou destruïda durant la Guerra Civil. Posteriorment, una altra creu de ciment armat, lletja i molt vulgar, la substituí fins que cap al 1992, per estar esquerdada i poder provocar algun accident, es va tombar i ara només en queda el sòcol. Actualment en el seu lloc hi ha la font del Calvari.